# Альдабра
Альдабра (англ. и фр. Aldabra) — атолл в Индийском океане, принадлежит государству Сейшелы, входит в группу островов Альдабра.

## География

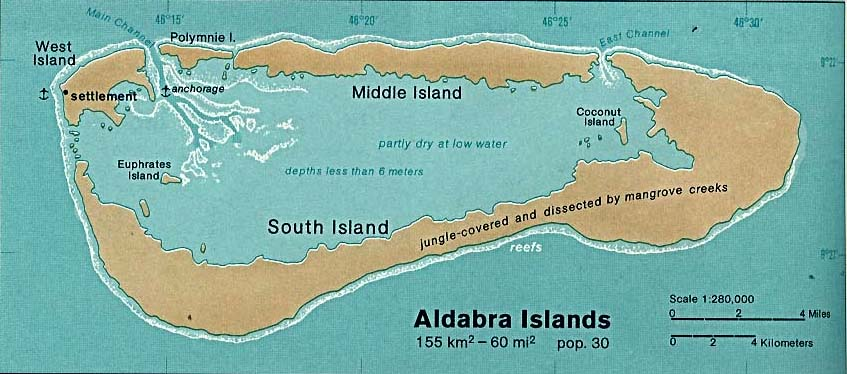
Атолл Альдабра.

Является крупнейшим по размеру атоллом в Индийском океане и вторым в мире после Острова Рождества (или Киритимати) в Кирибати.
Размеры: 34 км в длину и 14,5 км в ширину, высота до 8 м над уровнем моря. Площадь лагуны — 224 км². В основании атолла находится кратер потухшего подводного вулкана.
За последние два миллиона лет атолл Альдабра по меньшей мере шесть раз погружался в Индийский океан, и снова появлялся на поверхности. Причиной этого было понижение либо повышение уровня мирового океана вследствие наступления ледникового периода, чередовавшегося с потеплением.
Атолл состоит из следующих основных островов (и 18 более мелких):
- Южный, или Гранд-Терр (Grand Terre, 116,1 км²).
- Средний, или Малабар (Malabar, 26,8 км²).
- Западный, или Пикар (Picard, 9,4 км²).
- Полимни (4,75 км²).

## История

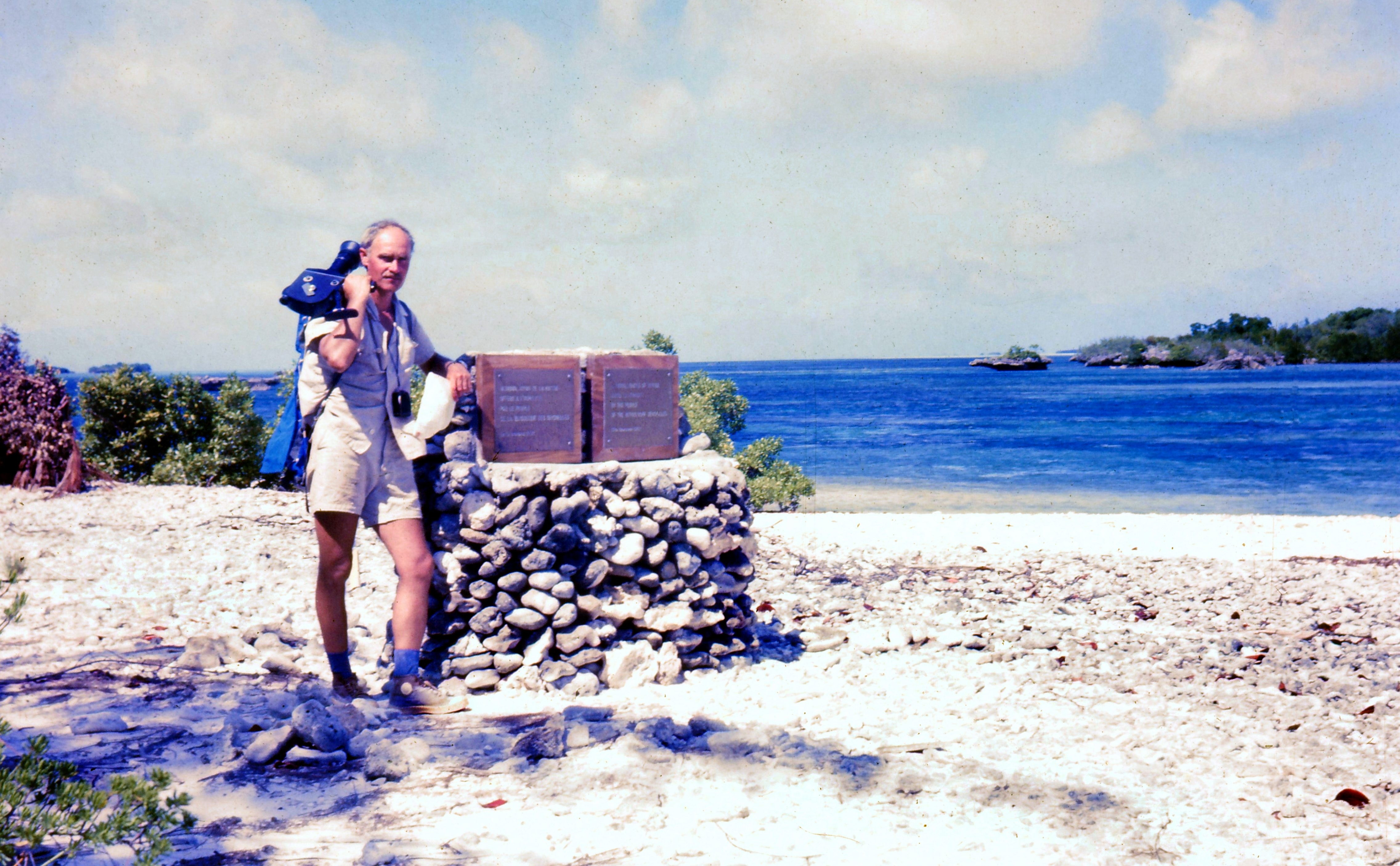
Альдабра, 1978

До XX века долгое время хозяевами Сейшельских островов были пираты.
С 1840 года атолл стал последним местом в западной части Индийских островов, где сохранились гигантские наземные черепахи Aldabrachelys gigantea. Во время «холодной войны» военное министерство Великобритании объявило о намерении построить на острове радиостанцию и военный аэродром, что вызвало протесты экологов.
В 1978 году атолл был изучен советскими географами на научно-исследовательском судне «Академик Петровский», 9 рейс.
В 2015 году чешскими кинематографистами был снят и выпущен в мировой прокат полнометражный документальный фильм «Aldabra: Once Upon an Island» (в российском прокате «Альдабра. Путешествие к таинственному острову»), рассказывающий об уникальной флоре и фауне острова.

## Охрана природы

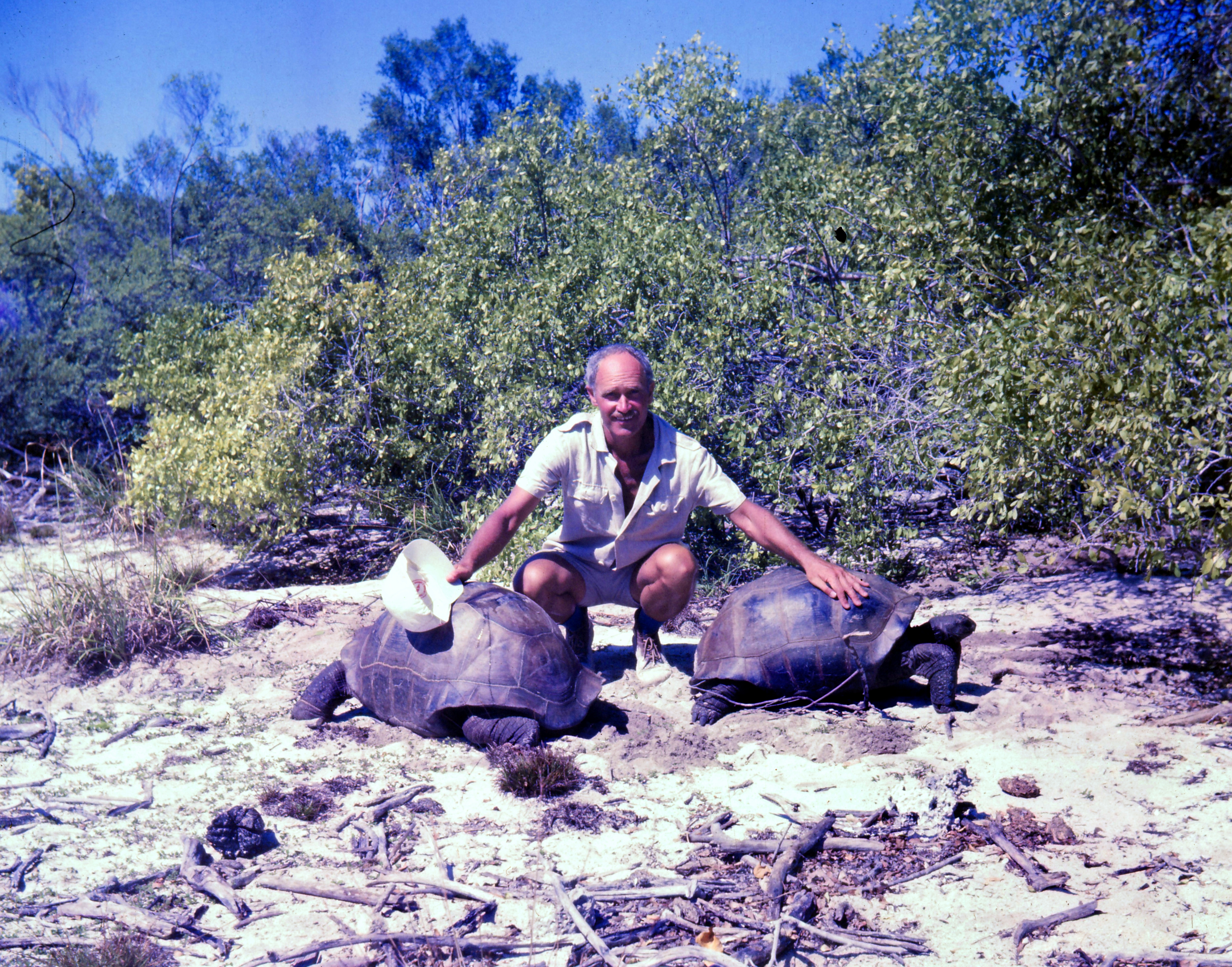
Черепахи, 1978

На острове обитает уникальная популяция (более 152 тысяч) гигантских сухопутных черепах (сейшельская гигантская черепаха).
В 1982 году атолл Альдабра был включён в список Всемирного наследия ЮНЕСКО как уникальный памятник природы. Альдабра один из немногих оставшихся на Земном шаре коралловых атоллов, который практически не затронут цивилизацией. На атолле создан заповедник, которому была присвоена категория МСОП Ia — строгий природный резерват. Въезд в этот уникальный природный заповедник строго контролируется.
Сейшельская черепаха не единственный эндемик на Альдабре. На острове обитает местный фуди и произрастает свой вид алоэ.